# Paul Chihara
Pour les articles homonymes, voir Chihara.
Paul Chihara est un compositeur américain de musiques de films, né le 9 juillet 1938 à Seattle, Washington (États-Unis).

## Filmographie
- 1975 : La Course à la mort de l'an 2000 (Death Race 2000) de Paul Bartel
- 1976 : Farewell to Manzanar de John Korty (TV)
- 1976 : The Keegans de John Badham (téléfilm)
- 1976 : Sweet Revenge
- 1977 : Jamais je ne t'ai promis un jardin de roses (I Never Promised You a Rose Garden) d'Anthony Page
- 1978 : The Dark Secret of Harvest Home (feuilleton TV)
- 1978 : Night Cries (TV)
- 1978 : Death Moon (TV)
- 1978 : Dr. Strange (TV)
- 1978 : Thou Shalt Not Commit Adultery (TV)
- 1978 : Betrayal (TV)
- 1978 : Du feu dans le ciel (A Fire in the Sky) (TV)
- 1979 : The Darker Side of Terror (TV)
- 1979 : Mind Over Murder (TV)
- 1979 : Act of Violence (it) (TV)
- 1980 : Brave New World (TV)
- 1980 : The Children of An Lac (TV)
- 1980 : The Promise of Love (TV)
- 1981 : Le Prince de New York (Prince of the City)
- 1982 : The Ambush Murders (TV)
- 1982 : Divorce Wars: A Love Story (TV)
- 1982 : The Rules of Marriage (TV)
- 1982 : The Legend of Walks Far Woman (TV)
- 1982 : Miss All-American Beauty (TV)
- 1983 : La Cinquième Victime (Jane Doe) (TV)
- 1983 : Les Survivants (The Survivors)
- 1983 : Manimal (série télévisée)
- 1983 : Les Petits Génies (Whiz Kids) (série télévisée)
- 1983 : The Haunting Passion (TV)
- 1984 : With Intent to Kill (TV)
- 1984 : Crackers
- 1984 : Cover Up (TV)
- 1984 : Pulsions sauvages (Impulse)
- 1984 : Victims for Victims: The Theresa Saldana Story (TV)
- 1985 : Le Droit de tuer (TV)
- 1985 : Noon Wine (TV)
- 1985 : MacGruder and Loud (TV)
- 1985 : L'Ange du mal (The Bad Seed) (TV)
- 1985 : A Bunny's Tale (TV)
- 1985 : Toughlove (TV)
- 1985 : Picking Up the Pieces (TV)
- 1985 : Le Crime de la loi (Crime of Innocence) (TV)
- 1986 : When the Bough Breaks (TV)
- 1986 : The Last Days of Frank and Jesse James (TV)
- 1986 : Une affaire meurtrière (TV)
- 1986 : A Case of Deadly Force (TV)
- 1986 : Resting Place (TV)
- 1986 : Roanoak (TV)
- 1986 : Jackals
- 1986 : Le Lendemain du crime (The Morning After)
- 1987 : A Walk on the Moon (1987)
- 1987 : Almost Partners (TV)
- 1987 : We Are the Children (TV)
- 1987 : Prise (Forever, Lulu)
- 1987 : Baby Girl Scott (TV)
- 1987 : Dottie (TV)
- 1987 : Haunted by Her Past (TV)
- 1987 : L'Heure du crime (The Killing Time)
- 1987 : The King of Love (TV)
- 1988 : Noble House (feuilleton TV)
- 1988 : China Beach (série télévisée)
- 1988 : Izzy et Sam (Crossing Delancey), de Joan Micklin Silver
- 1988 : King of the Olympics: The Lives and Loves of Avery Brundage (TV)
- 1988 : Shooter (en) (TV)
- 1988 : Killer Instinct (TV)
- 1989 : Just Another Secret (TV)
- 1989 : Et si c'était à refaire (Bridesmaids) (TV)
- 1989 : Dark Holiday (TV)
- 1989 : Penn and Teller Get Killed
- 1990 : The Price of the Bride (TV)
- 1990 : A Little Piece of Sunshine (TV)
- 1990 : Death Has a Bad Reputation (TV)
- 1990 : La Double vie de Rock Hudson (Rock Hudson) (TV)
- 1990 : Pride and Extreme Prejudice (TV)
- 1990 : Family of Spies (TV)
- 1990 : A Casualty of War (TV)
- 1992 : Quicksand: No Escape de Michael Pressman (TV)
- 1992 : L'Enfant du mensonge (en) (Baby Snatcher) (TV)
- 2001 : Tribunal central (100 Centre Street) (série télévisée)
- 2004 : Strip Search (TV)